# ニーミス
ニーミス（伊: Nimis）は、イタリア共和国フリウリ＝ヴェネツィア・ジュリア州ウーディネ県にある、人口約2,600人の基礎自治体（コムーネ）。

## 地理

### 位置・広がり

#### 隣接コムーネ
隣接するコムーネは以下の通り。
- アッティミス
- ルゼーヴェラ
- ポヴォレット
- レアーナ・デル・ロイアーレ
- タイパーナ
- タルチェント

### 気候分類・地震分類
ニーミスにおけるイタリアの気候分類 (it) および度日は、zona E, 2787 GGである。
また、イタリアの地震リスク階級 (it) では、zona 1 (sismicità alta) に分類される。

## 行政

### 分離集落
ニーミスには、以下の分離集落（フラツィオーネ）がある。
- Cergneu, Chialminis, Monteprato, Nongruella, Pecolle, Ramandolo, Tamar, Torlano, Vallemontana